# Lyngdal

Vest-Agder megye elhelyezkedése Norvégiában.

Lyngdal község elhelyezkedése Vest-Agder megyében.

Lyngdal község címere.

Lyngdal város és község Norvégia déli Sørlandet földrajzi régiójában, Vest-Agder megyében.
Közigazgatási központja Lyngdal város. 
A község területe 391 km², népessége 7533 (2008. január 1-jén).

## Külső hivatkozások
- Lyngdal község honlapja (norvégül és angolul)